# Sphenoptera anthaxoides
Sphenoptera anthaxoides es una especie de escarabajo del género Sphenoptera, familia Buprestidae. Fue descrita científicamente por Reitter en 1895.

## Distribución
Habita en la región paleártica.